# Szarża pod Skrobowem
Szarża pod Skrobowem – szarża polskiego 18 pułku ułanów na oddziały Armii Czerwonej w czasie ofensywy jesiennej wojsk polskich w okresie wojny polsko-bolszewickiej.

## Sytuacja ogólna
Po wielkiej bitwie nad Wisłą, Naczelne Dowództwo Wojska Polskiego zreorganizowało struktury wojskowe, zlikwidowało między innymi dowództwa frontów i rozformowało 1. i 5. Armię. Na froncie przeciwsowieckim rozwinięte zostały 2., 3., 4. i 6. Armia.
10 września, na odprawie w Brześciu ścisłych dowództw 2. i 4 Armii, marsz. Józef Piłsudski nakreślił zarys planu nowej bitwy z wojskami Frontu Zachodniego. Rozpoczęły się prace sztabowe nad planem bitwy niemeńskiej.
Toczona w dniach 20–28 września operacja zakończyła się dużym sukcesem militarnym Wojska Polskiego, a bój pod Lidą był jej zakończeniem.
Bezpośrednio po niej polskie dywizje przystąpiły do pościgu za pobitym nieprzyjacielem. Objął on rozległy front od Niemna na północy, aż po Prypeć na południu.
1 października 15 Wielkopolska Dywizja Piechoty gen. Władysława Junga osiągnęła linię „starych okopów niemieckich”, a przeciwnik obsadził dawne okopy rosyjskie, próbując w oparciu o nie ustabilizować linię frontu.

## Walki pod Skrobowem
2 października 15 Dywizja Piechoty gen. Władysława Junga przez kilka godzin bezskutecznie próbowała przełamać silne pozycje nieprzyjaciela między wsiami Maniewicze i Skrobów.
Dowódca dywizji postanowił wprowadzić do walki swoją kawalerię dywizyjną – 18 pułk ułanów.
Do szarży wyznaczony został 1 szwadron por. Trzcińskiego, a wspierać go miały cztery baterie artylerii 15 pułku artylerii polowej.
Teren sprzyjał broniącym się Sowietom. Pocięty rowami, z resztkami starych zasieków, utrudniał szarżę i zmuszał polskich ułanów do wjechania na jedyną w tym rejonie drogę prowadzącą z Horodyszcza.
Dowódca szwadronu, umiejętnie manewrując, ominął przeszkody i na kilkaset metrów przed okopami wyprowadził ułanów na równy teren. Wtedy trzy plutony ułanów rozpoczęły szarżę.
Zdemotywowani ciągłym odwrotem czerwonoarmiści wpadli w panikę, zaczęli porzucać okopy i wycofywali się w nieładzie do pobliskiego lasu.
Zorganizowanie pościgu metodą kawaleryjską utrudniały rozbudowane linie okopów i zasieki inżynieryjne. Dzięki temu przeciwnik zdołał ujść bez strat.

## Bilans walk
Kosztem dwóch poległych i piętnastu rannych szwadron przełamał obronę sowiecką, umożliwiając 15 Wielkopolskiej Dywizji Piechoty kontynuowanie pościgu.